# 蒙提祖馬 (喬治亞州)
蒙提祖馬（英語：Montezuma）是一個位於美國喬治亞州梅肯縣的城市。

## 地理
蒙提祖馬的座標為32°18′10″N 84°01′38″W / 32.30278°N 84.02722°W，而該地的平均海拔高度為111米（即364英尺）。

## 人口
根據2010年美國人口普查的數據，蒙提祖馬的面積為11.80平方千米，當中陸地面積為11.70平方千米，而水域面積為0.10平方千米。當地共有人口3460人，而人口密度為每平方千米293.22人。